# Hägglingen
Hägglingen es una comuna suiza del cantón de Argovia, situada en el distrito de Bremgarten. Limita al norte con las comunas de Mägenwil y Wohlenschwil, al noreste con Tägerig, al este con Niederwil, al sur con Wohlen, al oeste con Dottikon, y al noroeste con Othmarsingen.